# Pichelsteiner

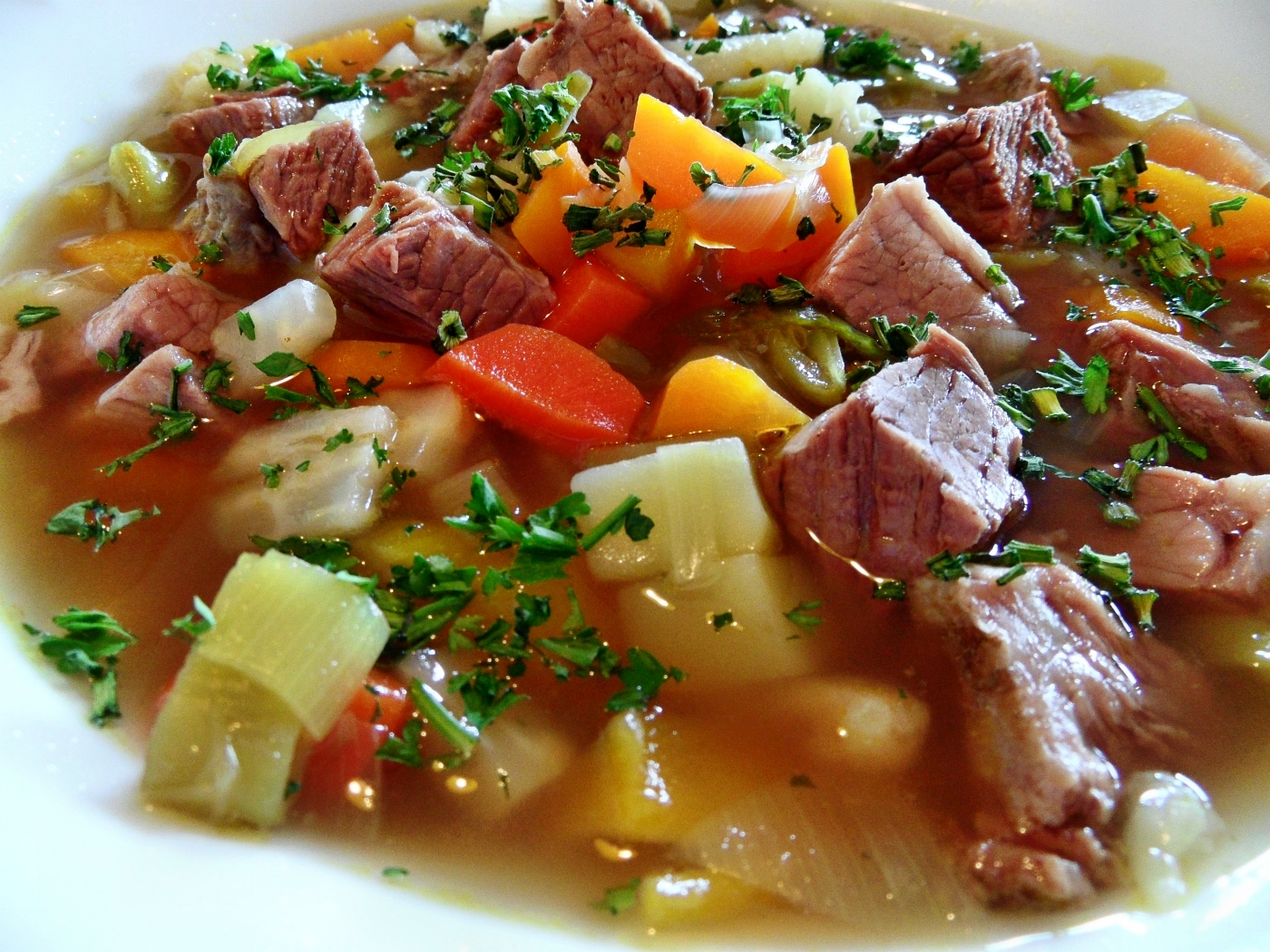
Pichelsteiner

Pichelsteiner Fleisch, Pichelsteiner Eintopf oder kurz Pichelsteiner ist ein deutsches Eintopfgericht, das aus verschiedenen Fleisch- und Gemüsesorten besteht.

## Zubereitung
Zunächst werden Rind-, Schweine- und Kalbfleisch scharf angebraten. Danach wird Gemüse entsprechend der jeweiligen Garzeit in den Topf gegeben. In der Regel gehören dazu gewürfelte Kartoffeln, Karotten, Petersilienwurzeln und Lauchscheiben. Alles wird mit Fleischbrühe aufgegossen und gegart. Je nach Region werden auch noch Knoblauch und/oder Zwiebeln mit gegart. In Schwaben pflegt man Knochenmark aus dem Ansatz der Brühe in feinen Scheiben als Garnierung zur fertigen Suppe zu servieren.
Wegen der einfachen Zubereitung wurde der Pichelsteiner Eintopf früher oft in Großküchen zubereitet. Die Konsistenz des Eintopfs ist meistens recht dick.

## Herkunft des Namens
Es gilt als erwiesen, dass das Rezept von der aus Kirchberg im Wald stammenden Wirtin Auguste Winkler, geb. von Kiesling, stammt. Sie betrieb in Grattersdorf bis zu ihrem Tod im Jahre 1871 ein Gasthaus. Der Eintopf wurde vermutlich nach dem nahegelegenen Büchelstein benannt, wo ab 1839 auf einer Waldwiese das Büchelsteiner Fest gefeiert wurde. Das schnell zubereitete, warme Gericht erfreute sich dort allgemeiner Beliebtheit. Schon 1879 bei der Vierzigjahrfeier des Festes wurde das „Freilichtkochen“ des Büchelsteiners als „herkömmlich“ bezeichnet. Im Dialekt des Bayerischen Waldes wird das ü als i ausgesprochen und die Aussprache wurde wahrscheinlich dann als Pichelsteiner verschriftlicht.
Parallel dazu trafen sich die Bürger von Regen ab 1874 traditionell am Kirchweihmontag zum Pichelsteineressen, das bis heute als Pichelsteinerfest gefeiert wird. Die Veranstalter des Büchelsteiner Festes und des Pichelsteinerfestes stritten lange Zeit über den Ursprung des Gerichtes und die Herkunft des Namens. Nach einer Theorie wurde der große Kessel für die Suppe früher als Pichel bezeichnet. Der Heimatforscher und Schriftsteller Max Peinkofer bezeichnete diese Theorie als „erheiternde Behauptung“ und „erfundene Sage“ und führte die Entstehung entschieden auf das Fest am Büchelstein zurück. Eine wirklich aussagekräftige wirtschafts-geographische Analyse zu diesem Thema fehlt jedoch.
Erstmals in einem Kochbuch erwähnt wurde das Eintopfgericht 1894.

## Rezeption
Bundeskanzler Ludwig Erhard gab in Interviews Anfang der 1960er Jahre mehrfach den Pichelsteiner Eintopf als sein Lieblingsgericht an, was den Eintopf endgültig bundesweit bekannt machte.
Mäxchen Pichelsteiner (aus dem Dorf Pichelstein) heißt der Held von Erich Kästners 1963 erschienenem Buch Der kleine Mann.

## Ähnliche Gerichte
- Bosanski Lonac (Bosnien)
- Irish Stew (Irland)
- Nikujaga (Japan)